# روبر هادجیان
روبر هادجیان (ارمنی: Ռոպէր Հատտէճեան; انگلیسی: Rober Haddeciyan؛ زادهٔ ۲۰ ژانویهٔ ۱۹۲۶) روزنامه‌نگار، و نویسنده اهل ارمنستان است.

## زندگی
وی در ۲۰ ژانویهٔ ۱۹۲۶ در کنستانتیوپل به دنیا آمد و از دانشگاه استانبول فارغ‌التحصیل گشت. وی برندهٔ جایزه‌هایی همچون مدال موسس خورناتسی (۲۰۰۲)، نشان مسروپ ماشتوتس مقدس شده‌است.